# Claude Ballot-Léna
Claude Ballot-Léna est un pilote de course automobile français, né le 7 mars 1936 à Paris et mort le 5 décembre 1999 à Garches.

## Biographie
Sa carrière en sport automobile s'étale sur plus de 30 ans, entre 1963 et 1994.
Spécialiste des courses d'endurance, il a gagné les 24 heures de Francorchamps en 1969 au volant d'une Porsche 911 avec Guy Chasseuil et les 24 Heures de Daytona en 1983 sur une Porsche 935 Turbo avec A. J. Foyt, Preston Henn et Bob Wollek.
Il a participé 23 fois à l'épreuve des 24 Heures du Mans, ce qui le place au cinquième rang français des participations, derrière Henri Pescarolo, Bob Wollek, Emmanuel Collard et François Migault, de 1966 à 1986 et de 1988 à 1989. Il obtient un podium en 1977 et remporte sa catégorie en 1970, 1972, 1973, 1977, 1981, 1985 et 1986. Il a également gagné le Championnat d'Europe GT en 1973 et le Championnat de France des circuits en 1977.
Ballot-Léna a été aussi l'un des premiers pilotes européens dans les courses de Nascar en participant à six Winston Cup de 1978 à 1979 sur les circuits de Talladega Superspeedway, Daytona International Speedway et Atlanta Motor Speedway.
Il a également pris part entre 1973 et 1974 à trois courses comptant pour le championnat du monde des rallyes WRC telles que les Rallye Monte-Carlo et Tour de Corse 1973, et a remporté le Rallye de l'Ouest en 1968 et 1969 avec Jean-Claude Morenas pour copilote, sur Porsche 911R (team Vivi). En 1968, il termina deuxième de la Ronde cévenole et en 1971, il finit troisième du Tour de France automobile avec Jean-Claude Morenas (son copilote habituel de 1969 à 1975) sur Porsche 911 S.
Il meurt le 5 décembre 1999 des suites d'un cancer.

## Résultats aux 24 Heures du Mans
| Année | Équipe                                 | Voiture                   | Moteur                              | Équipiers                              | Résultat                           |
| ----- | -------------------------------------- | ------------------------- | ----------------------------------- | -------------------------------------- | ---------------------------------- |
| 1966  | Jean-Louis Marnat & Cie                | Marcos Mini Marcos GT 2+2 | BMC 1,3 L I4                        | Jean-Louis Marnat                      | 15e                                |
| 1967  | S.E.C. Automobiles CD                  | CD SP66C                  | Peugeot 1,1 L I4                    | Denis Dayan (de)                       | Abandon                            |
| 1968  | Auguste Veuillet                       | Porsche 911T              | Porsche 2,0 L Flat-6                | Guy Chasseuil                          | Abandon                            |
| 1969  | Auguste Veuillet                       | Porsche 911T              | Porsche 2,0 L Flat-6                | Guy Chasseuil                          | 11e                                |
| 1970  | Établissement Sonauto                  | Porsche 914/6 GT          | Porsche 2,0 L Flat-6                | Guy Chasseuil                          | 6e (vainqueur en GT/GTS)           |
| 1971  | Auguste Veuillet Établissement Sonauto | Porsche 908/2             | Porsche 3,0 L Flat-8                | Guy Chasseuil                          | Abandon                            |
| 1972  | Automobiles Charles Pozzi              | Ferrari 365 GTB/4         | Ferrari 4,4 L V12                   | Jean-Claude Andruet                    | 5e (vainqueur en GT/GTS)           |
| 1973  | Automobiles Charles Pozzi              | Ferrari 365 GTB/4         | Ferrari 4,4 L V12                   | Vic Elford                             | 6e (vainqueur en GT/GTS)           |
| 1974  | Écurie Robert Buchet                   | Porsche 911 Carrera RSR   | Porsche 3,0 L Flat-6                | Vic Elford / Jacques Hoden             | Abandon                            |
| 1975  | Écurie Robert Buchet                   | Porsche 911 Carrera RSR   | Porsche 3,0 L Flat-6                | Jacques Bienvenue                      | 8e                                 |
| 1976  | Ecurie T.S.                            | WM P76                    | Peugeot PRV 2,7 L V6                | Guy Chasseuil                          | Abandon                            |
| 1977  | JMS Racing / ASA Cachia                | Porsche 935               | Porsche Type-935 2,9 L Turbo Flat-6 | Peter Gregg                            | 3e (vainqueur du groupe IMSA)      |
| 1978  | Pozzi-Thompson JMS Racing              | Ferrari 512BB             | Ferrari 4,9 L Flat-12               | Jean-Louis Lafosse                     | Abandon                            |
| 1979  | JMS Racing-Charles Pozzi               | Ferrari 512BB/LM          | Ferrari 4,9 L Flat-12               | Michel Leclère / Peter Gregg           | Abandon                            |
| 1980  | JMS Racing-Charles Pozzi               | Ferrari 512BB/LM          | Ferrari 4,9 L Flat-12               | Jean-Claude Andruet                    | Abandon                            |
| 1981  | Charles Pozzi S.A.                     | Ferrari 512BB/LM          | Ferrari 4,9 L Flat-12               | Jean-Claude Andruet / Hervé Regout     | 5e (vainqueur du groupe IMSA)      |
| 1982  | Charles Pozzi Ferrari France           | Ferrari 512BB/LM          | Ferrari 4,9 L Flat-12               | Jean-Claude Andruet                    | Abandon                            |
| 1983  | Preston Henn T-Bird Swap Shop          | Porsche 956               | Porsche Type-935 2,6 L Turbo Flat-6 | Jean-Louis Schlesser / Preston Henn    | 10e                                |
| 1984  | Jaguar Group 44                        | Jaguar XJR-5              | Jaguar 6,0 L V12                    | John Watson / Tony Adamowicz (en)      | Abandon                            |
| 1985  | Jaguar Group 44                        | Jaguar XJR-5              | Jaguar 6,0 L V12                    | Bob Tullius / Chip Robinson            | 13e (vainqueur du groupe IMSA/GTP) |
| 1986  | Porsche AG                             | Porsche 961               | Porsche Type-935 2,8 L Turbo Flat-6 | René Metge                             | 7e (vainqueur du groupe IMSA/GTX)  |
| 1988  | Chamberlain Engineering                | Spice SE88C               | Ford Cosworth DFL 3,3 L V8          | Jean-Claude Andruet / Jean-Louis Ricci | Abandon                            |
| 1989  | Joest Racing                           | Porsche 962C              | Porsche Type-935 3,0 L Turbo Flat-6 | Henri Pescarolo / Jean-Louis Ricci     | 6e                                 |

Source

## Autres victoires et podiums notables
- 3 Heures du Mans 1971 (avec Chasseuil)
- 300 kilomètres du Nürburgring 1973
  - 2e des 24 Heures de Daytona 1973 et 1976
  - 2e des 24 Heures de Spa 1974
  - 2e des 6 Heures d'Hockenheim 1977
  - 3e des 1 000 kilomètres de Paris 1970 et 1971
  - 3e du Grand Prix de Paris 1971